# District de Pyuthan
Le district de Pyuthan (en népalais : रप्युठान जिल्ला) est l'un des 77 districts du Népal. Il est rattaché à la province de Lumbini. La population du district s'élevait à 226 796 habitants en 2011.

## Histoire
Il faisait partie de la zone de Rapti et de la région de développement Moyen-Ouest jusqu'à la réorganisation administrative de 2015 où ces entités ont disparu.

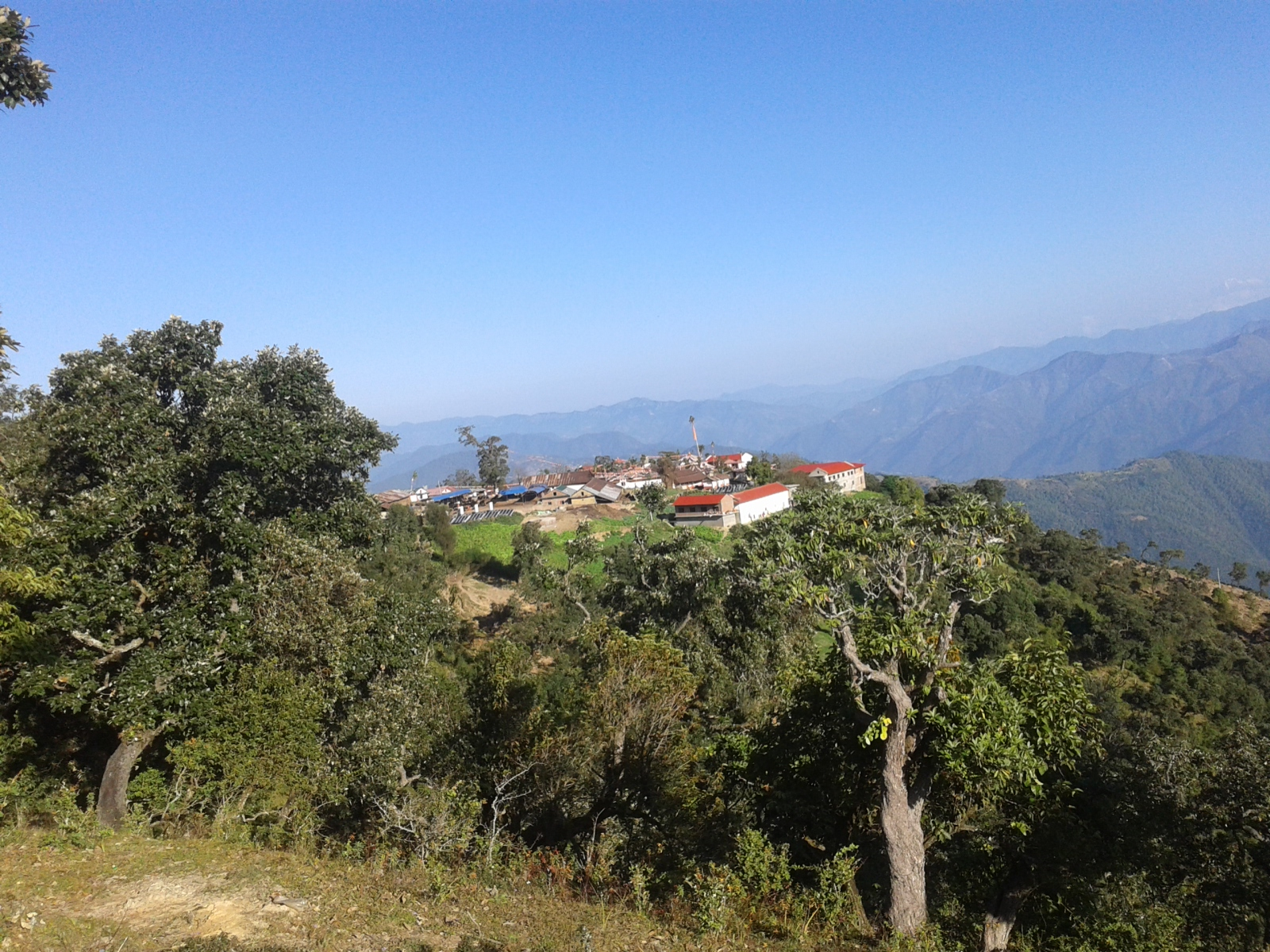
Temple Swargadwari

## Subdivisions administratives
Le district de Pyuthan est subdivisé en 9 unités de niveau inférieur, dont 2 municipalités et 7 gaunpalikas ou municipalités rurales.
| # | Nom         | Nom en népalais | Type         | Population (2011) | Superficie (km2) |
| - | ----------- | --------------- | ------------ | ----------------- | ---------------- |
| 1 | Pyuthan     | प्यूठान            | municipalité | 38 449            | 128,96           |
| 2 | Swargadwari | स्वर्गद्वारी         | municipalité | 30 940            | 224,7            |
| 3 | Gaumukhi    | गौमुखी             | gaunpalika   | 25 421            | 139,04           |
| 4 | Mandavi     | माण्डवी            | gaunpalika   | 15 058            | 113,08           |
| 5 | Sarumarani  | सरुमारानी           | gaunpalika   | 18 627            | 157,97           |
| 6 | Mallarani   | मल्लरानी           | gaunpalika   | 17 686            | 80,09            |
| 7 | Nauvahini   | नौवहिनी            | gaunpalika   | 30 292            | 213,41           |
| 8 | Jhimruk     | झिमरुक            | gaunpalika   | 27 931            | 106,93           |
| 9 | Airavati    | ऐरावती            | gaunpalika   | 22 392            | 156,75           |